# Mircea Parligras

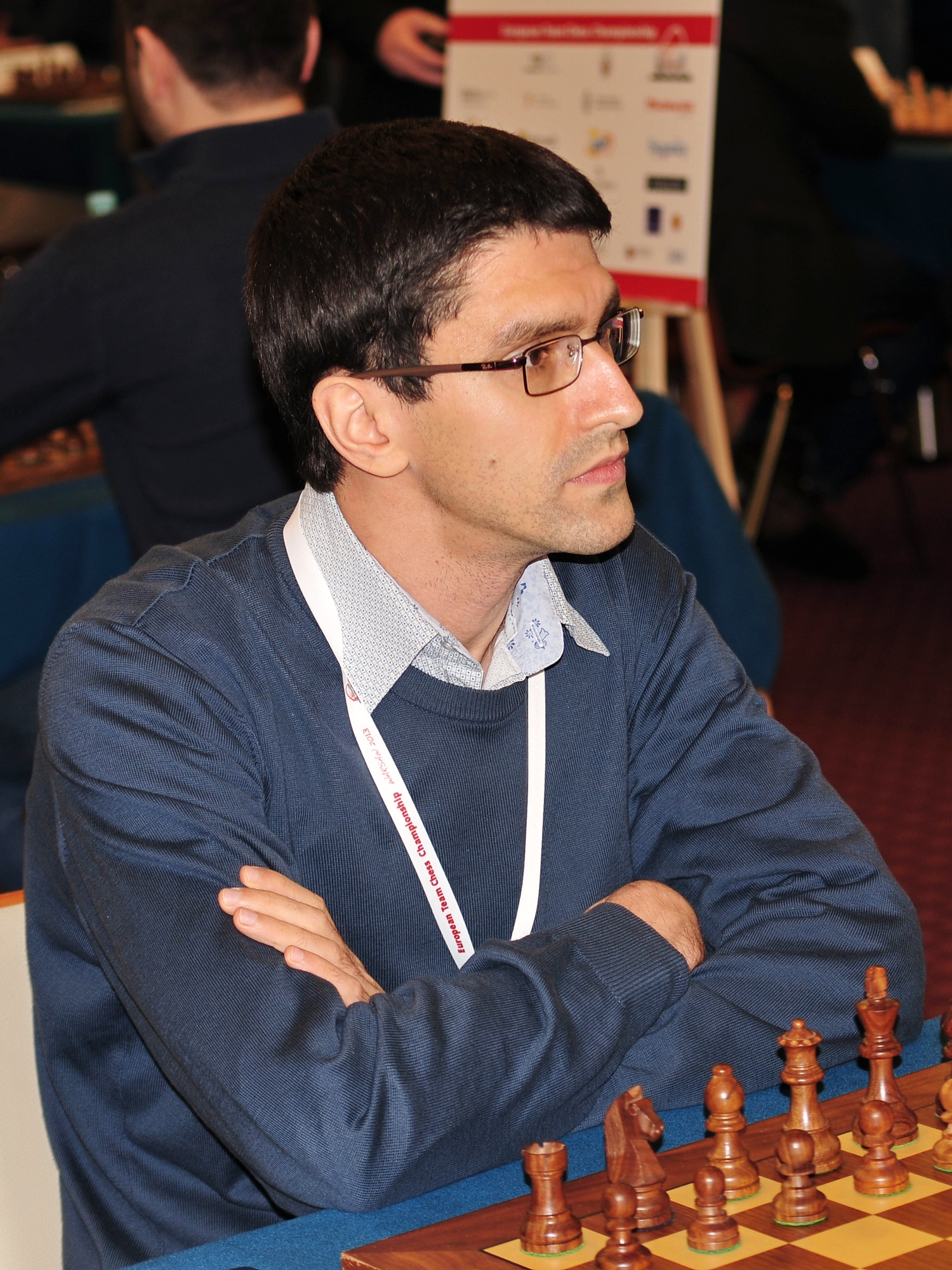
Mircea-Emilian Pârligras, 2013

Mircea Parligras (28 december 1980) is een Roemeense schaker, sinds 2002 grootmeester. In 2001 en 2016 was hij nationaal kampioen van Roemenië.

## Rating en rang
Anno 2017 staat Pârligras op de wereldranglijst van de FIDE op positie 187 van de actieve spelers en  is hij met een FIDE-rating van 2614 de tweede speler van Roemenië. Met deze rating staat hij maar weinig achter de Roemeense nummer een en meervoudig kampioen, Constantin Lupulescu {2630), met wie hij bevriend is.
Eind 2011 en begin 2012 had Pârligras zijn hoogste FIDE-rating van 2650. De terugval tot onder de 2600, die daarop volgde en aanhield tot eind 2016, schreef hij in een interview toe aan tekortschietende voorbereiding en het missen van kansen tijdens wedstrijden. Zijn opleving bracht hij in verband met een andere mentale houding in toernooien, waarbij hij minder bereid was om voor remise te gaan. Ook zijn verhuizing naar Boekarest speelde een rol en verder was hij trainer geworden, wat stabiliteit in zijn leven bracht.

## Individuele resultaten
- Pârligras nam aan veel edities van het Roemeens kampioenschap deel en won in 2001 en 2016.
- In augustus 2005 speelde hij mee in het Solsonès open en eindigde daar met zeven punten op een gedeelde eerste plaats.
- In 2007 werd hij gedeeld tweede met Kiril Georgiev, Dimitrios Mastrovasilis, Vadim Malakhatko, Hristos Banikas en Dmitry Svetushkin in het Acropolis Internationaal Schaaktoernooi.[5]
- In 2010 eindigde hij op een gedeelde eerste plaats met Yuriy Kryvoruchko, Gabriel Sargissian, Sergey Volkov, Bela Khotenashvili en Vladislav Borovikov in het tweede Internationaal Schaaktoernooi in Rethimnon.[6]
- In 2011 werd hij gedeeld 2e met Borki Predojević en Hrant Melkumyan in het 41e Internationaal Bosnië toernooi in Sarajevo.[7]
- Bij het toernooi om de Khanty-Mansiysk 2011 Wereldbeker bereikte hij de 3e ronde na onder meer Yu Yangyi en Zoltan Almasi verslagen te hebben. Na tie-break werd hij uitgeschakeld door Peter Heine Nielsen.

## Resultaten met schaakteams
- Met het nationale Roemeense team nam hij deel aan de Schaakolympiades van 2002, 2004, 2006, 2008, 2012 en 2014[8][9] met in totaal 30 punten uit 48 partijen (+21, =18, -9).
- Ook nam hij in 2005, 2011, 2013 en 2015 deel aan het Europees schaakkampioenschap voor landenteams.[10]
- Behalve in de Roemeense hoofdklasse (voor de schaakvereniging CS Aem Luxten Timișoara uit Timișoara) speelde hij ook in de 2e klasse van de Montenegrijnse bondscompetitie, de Catalaanse bondscompetitie (voor de Associació d'Escacs Rubinenca uit Barcelona), de Franse competitie (voor La Tour Sarrazine - Antibes uit Antibes, o.a. in seizoen 2008/09 in de hoogste klasse), het Griekse ESSNA teamkampioenschap (voor Panionios Gymnastikos in Nea Smyrni), de Turkse hoofdklasse (voor Antalya Deniz Gençlik Spor Kulübü) en de Servische competitie (voor Požega, uit Požega). Vanaf 2007 speelt hij in de Duitse bondscompetitie, tot 2009 voor SG Trier uit Trier en vervolgens tot 2012 voor SC Remagen uit Remagen. Nadat SC Remagen in 2012 degradeerde uit de bondscompetitie, ging hij weer spelen voor SG Trier. In het seizoen 2017/18 speelde Parligras voor DJK Aufwärts St. Josef Aachen 1920. Vanaf 2009 speelde hij in Oostenrijk voor Strassenbahn Graz uit Graz.